# Mangalsutra

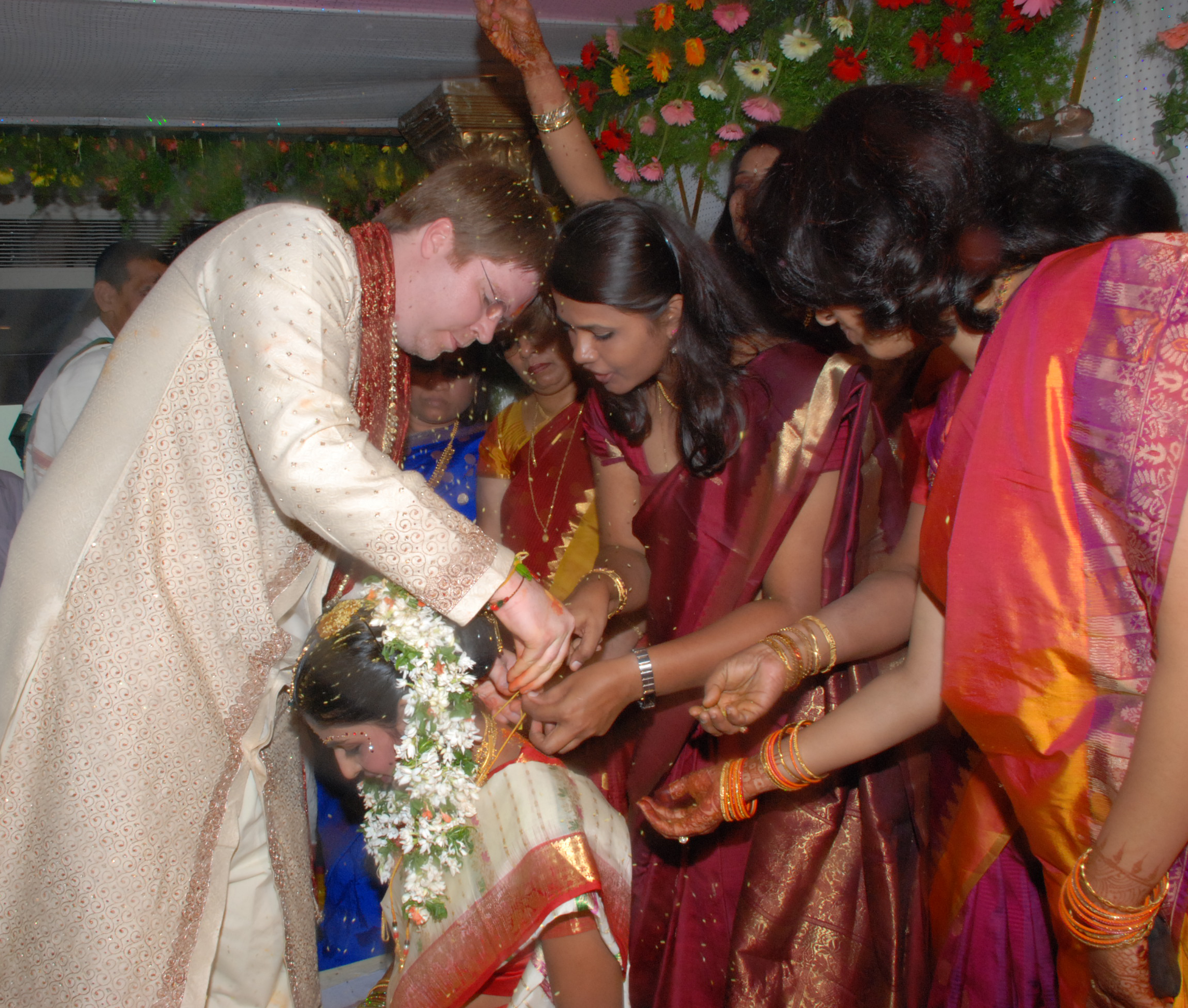
Zawiązywanie mangalsutry podczas ceremonii ślubnej

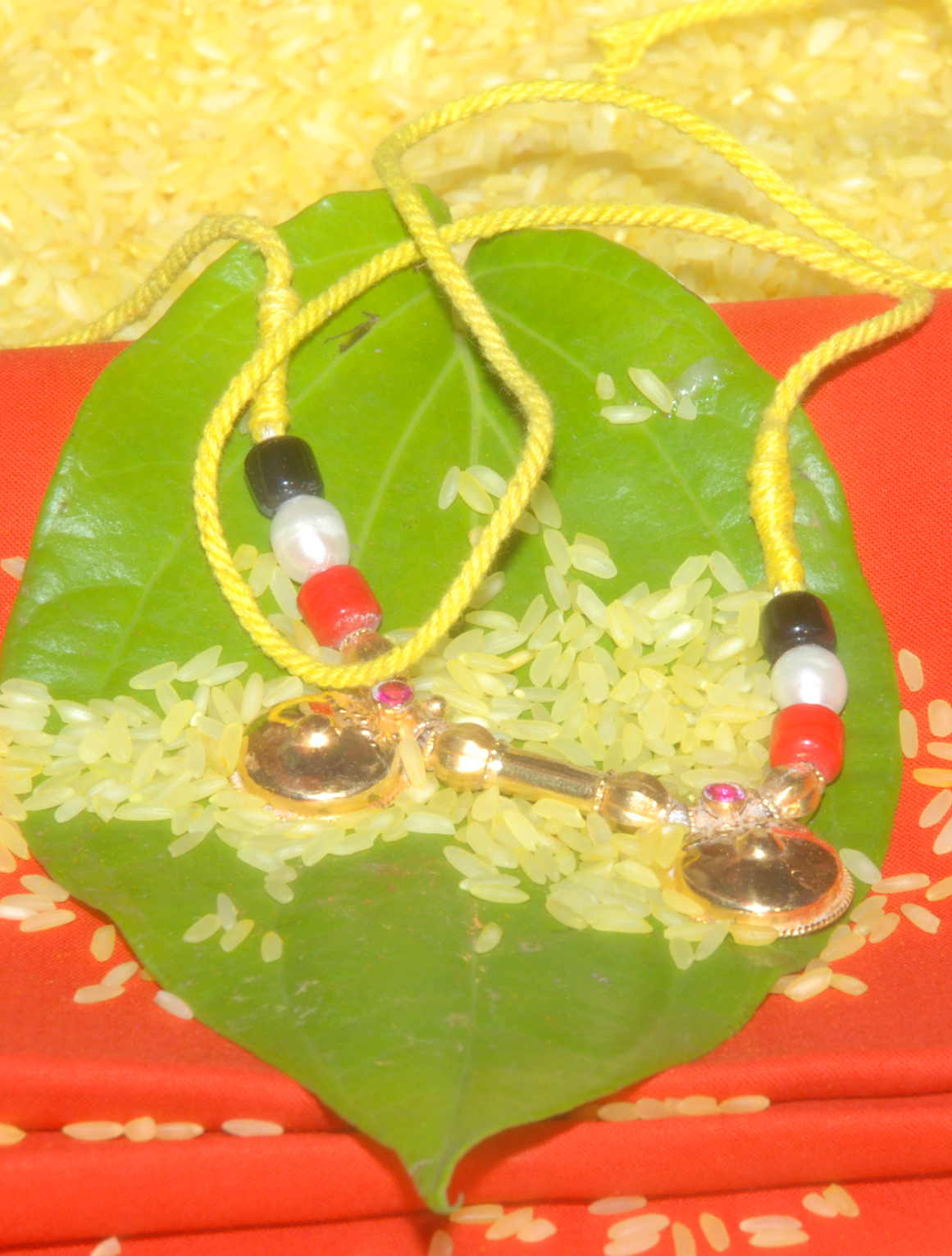
Mangalsutra w stylu południowym

Mangalsutra (mar.  मंगळसूत्र mangalsutra; tam. தாலி thaali) – symbol hinduskiego związku małżeńskiego w Azji Południowej, naszyjnik zawiązywany w dniu zaślubin przez pana młodego na szyi panny młodej. Na znak miłości i szacunku, powinien być nie zdejmowany przez żonę aż do śmierci małżonka. Porównywalny z obrączką w zachodniej kulturze. Znakiem rozpoznawalnym zamężnej kobiety w hinduizmie są: mangalsutra, pierścienie na palcach stóp, sindur – czerwono zabarwiony przedziałek we włosach, kolczyk w nosie.
Słowo mangalasutra oznacza w sanskrycie "nić pomyślności".